# Queens Are Trumps: Kirifuda wa Queen
Albums de Scandal
Baby Action
(2011) STANDARD
(2013)
Singles
1. HARUKAZE
Sortie : 22 février 2012
2. Taiyō Scandalous
Sortie : 11 juillet 2012
3. Pin Heel Surfer
Sortie : 12 septembre 2012

Queens Are Trumps: Kirifuda wa Queen (切り札はクイーン) est le quatrième album studio du groupe japonais Scandal sorti le 26 septembre 2012.
L'album débute à la 4e position dans les charts japonais avec 35 424 exemplaires vendus dès la première semaine. Il s'agit du premier groupe féminin à atteindre le Top 5 du classement Oricon pour chaque album dès leurs sorties, avec quatre albums. Le groupe des années 1990 Pink Sapphire  détenait auparavant ce record avec trois albums consécutifs inscrits dans le Top 5.
Le groupe a enregistré un titre spécialement pour l'anime Bleach, la chanson est intitulée HARUKAZE et est publiée en tant que premier single de l'album le 22 février 2012. La musique est utilisée dans le générique pour 23 épisodes. Le single débute à la 6e position via le classement Oricon et à la 2e au Billboard, totalisant 25 921 d'exemplaires vendus.

## Composition du groupe
- Haruna Ono - guitare, chants (principal)
- Tomomi Ogawa - basse, chants (2e voix)
- Mami Sasazaki - guitare solo, chants (3e voix)
- Rina Suzuki - batterie, chants (4e voix)

## Liste des titres
| No  | Titre                                  | Paroles                                 | Musique                 | Arrangements     | Durée |
| --- | -------------------------------------- | --------------------------------------- | ----------------------- | ---------------- | ----- |
| 1.  | Queens Are Trumps (切り札はクイーン)   | Mami Sasazaki                           | BU-NI                   | BU-NI            | 3:41  |
| 2.  | Taiyō Scandalous (太陽スキャンダラス)  | Haruna Ono, NAOTO                       | NAOTO                   | NAOTO            | 5:06  |
| 3.  | Pin Heel Surfer (ピンヒールサーファー) | Sho Wada                                | Sho Wada                | Sho Wada         | 5:01  |
| 4.  | Rock'n Roll                            | Haruna Ono, Tomomi Ogawa, Yuichi Tajika | Yuichi Tajika           | Atsushi          | 3:54  |
| 5.  | Bitter Chocolate (ビターチョコレート)  | Tomomi Ogawa                            | Rina Suzuki             | Keita Kawaguchi  | 5:16  |
| 6.  | Kill the Virgin                        | Hajimetal, Junnnnn Sato                 | Hajimetal               | Hajimetal        | 5:01  |
| 7.  | Koe (声)                               | Ryota Yanagisawa                        | Ryota Yanagisawa        | Keita Kawaguchi  | 4:50  |
| 8.  | Rising Star                            | Haruna Ono, Tomohiro Okubo              | Tomohiro Okubo          | Atsushi          | 3:33  |
| 9.  | Bright                                 | Rina Suzuki, Yuichi Tajika              | Yuichi Tajika           | Keita Kawaguchi  | 5:17  |
| 10. | Welcome Home                           | Yuka Kawamura                           | Yuka Kawamura           | Tomohiro Okubo   | 4:00  |
| 11. | HARUKAZE (春風)                        | Scandal, Noriyasu Isshiki               | Noriyasu Isshiki        | Atsushi          | 4:37  |
| 12. | Right Here                             | JAMIL                                   | JAMIL, Satori Shiraishi | Satori Shiraishi | 4:13  |